# 長田秀一郎
長田 秀一郎（おさだ しゅういちろう、1980年5月6日 - ）は、神奈川県横浜市栄区出身の元プロ野球選手（投手）、コーチ。右投右打。

## 経歴

### プロ入り前
小学3年からヤングファイターズで野球を始めた。当初は中堅手だったが5年時から投手を務めるようになり、この頃大洋ホエールズの応援のため横浜スタジアムにもよく足を運んでいた。
横浜市立桂台中学校3年の時、横浜市栄区の選抜チームで優勝投手を経験。
鎌倉学園高校に進学後、加納大祐とともにダブルエースとして活躍。140キロ台の速球を武器に、1997年全国高等学校野球選手権神奈川大会ベスト4、1998年全国高等学校野球選手権西神奈川大会ベスト8に貢献。
所謂松坂世代の長田は高校時代、横浜高校の松坂大輔、日大藤沢高校の館山昌平と並び神奈川の注目投手としてよく比較されていた。
高校時代の通算成績は、10試合、投球回45、被安打28、奪三振30、与四死球10、自責点7、防御率1.40、WHIP 0.84、奪三振率6.00、K/BB 3.00。また長田は高校時代の神奈川県内での成績に限れば、投球回、防御率、WHIP、K/BBの数値が上記の3人の中で最も優れた成績であり、特にWHIPにおいてはダントツの数値であったことから当時の神奈川県内で抜群の安定感を誇っていたことが窺える。
結局3年間甲子園出場は叶わなかったが、その投球はプロから注目されており、1998年のドラフト会議の隠れ目玉として指名も期待されていた。その年のドラフト指名は無かったが、幼少期から東京六大学でプレーをすることに憧れていた長田は慶應義塾大学へ進学した。
野球部の同期に湊川誠隆、田中大貴（フリーアナウンサー）がいる。大学進学後は先発も抑えも経験、山本省吾・中村泰広らとともに投手陣の一翼を担い、2000年秋のリーグ優勝・明治神宮大会では初戦先発、決勝は救援で無失点に抑えて優勝に貢献。2002年春の東大2回戦で9者連続奪三振のリーグ記録を記録。これは1970年の早大の大木勝年に並ぶ六大学史上1位タイ記録で、未だにその記録は破られていない。同じ日に1試合21奪三振という六大学歴代2位の記録を樹立。リーグ通算61試合登板、12勝16敗、防御率2.23、290奪三振。ベストナイン1回。他校の同期には和田毅、土居龍太郎、多田野数人などの好投手もいて、これだけの活躍にもかかわらず通算成績は負け越している。山中正竹が指揮を執る第1回世界大学野球選手権日本代表に後のチームメイトとなる法大・後藤武敏らと共に選出され3位入賞に貢献。制球力が良く、スタミナもあり、安定感抜群と三拍子揃った選手として、大学4年次のプロ野球ドラフト会議・自由獲得枠で西武ライオンズへ入団。

### 西武時代
2003年、入団1年目から中継ぎに先発にと重宝された。被本塁打12本、防御率6.06の内容だったが、46試合に登板し、ルーキーながら1年間一軍に帯同した。この頃は名前を「ながた」と呼ばれることもあった。
2004年、開幕に出遅れたが、防御率が前年の約半分と格段に向上。34試合に登板して防御率は3.18で、課題だった被本塁打もわずか2本と大きく改善された。
2005年から2006年の2年間は、合計13試合の登板にとどまり被本塁打も悪化、13試合で9本塁打を打たれた。
2007年、左の三井浩二と右の長田で（長田と同い年同期入団）クローザーの小野寺力につなぐ方程式を形成した。6月まで防御率2点台であったが、6月5日のヤクルト戦で2失点を喫すると翌日に二軍落ち。一軍では22試合で防御率3.33の成績だった。二軍では防御率7点台で、再昇格はならなかった。
2008年、背番号が19番から34番に変更されることが発表された。一軍での登板は10月4日の楽天戦の1試合だけだった。同シーズンオフ、2002年の慶應義塾大学時代から6年の交際期間を経てチアリーディング部に所属していた同級生の客室乗務員の女性との婚約を発表した。
2009年、4試合に登板、26人の打者と対戦して13人の出塁を許すなど、防御率は12.46であった。
2010年、シーズン当初は敗戦処理としての登板が主だったが、好投を続け、「勝ちパターン」に組み込まれる。メインの担当は7回だったが、藤田太陽が故障で戦線離脱して以降は、8回を任されていた。その後は場面に限らず登板、1度不調で登録抹消されるものの最短期間で復帰し、自己最多となる56試合に登板、藤田・ブライアン・シコースキーとともにチームのリリーフ陣を立て直した。
2011年、安定感を欠き、17試合の登板に留まった。
2012年、初の一軍登板が6月と出遅れたが、勝ちパターンの一角として活躍。53試合に登板し、チームトップの26ホールドを記録し、自身としては約10年ぶりにお立ち台に上がった。
2013年、開幕一軍メンバーとして登録されたが、14試合の登板で防御率4.15と安定感を欠き、5月9日に一軍登録を抹消された。5月19日に再昇格したものの、5月22日・23日の交流戦（対広島戦）で連日失点を記録し、5月24日に再び一軍登録を抹消された。

### DeNA時代
2013年7月7日に渡辺直人との交換トレードで横浜DeNAベイスターズへ移籍することが両球団より発表された。
移籍後はビハインドでの登板が目立ち、8月7日の読売ジャイアンツ戦では一死も取れずに4失点を喫するなど不安定さを見せていたが、終盤にはセットアッパーとして起用される場面もあった。
2014年、開幕一軍メンバーとして登録され、前半戦は33試合に登板し、防御率5.72と精彩を欠き、7月7日に二軍降格。8月6日に一軍に昇格すると、19試合に登板し、防御率0.98の好成績を収めた。
2015年、開幕を二軍で迎えたが、4月9日に一軍登録された。5月29日の千葉ロッテマリーンズ戦では激しい雨の中、7回二死三塁、3-3の同点の場面で登板したが、雨で球がすっぽ抜けて暴投、これが決勝点となり逆転負けを喫した。因みに長田はロジンバッグが使えず(松ヤニアレルギーの為)、更に球審の予備球を入れる袋に蓋が付いていなかったこともあり、中畑清監督は｢(防水用の)袋があるのに球場に用意していなかったみたい。今後は晴れていても用意するべき。自然が相手なんだから｣と球界全体の問題として指摘した。6月8日に登録を抹消されたが、7月3日に再び一軍登録されると、その後も中継ぎの一角として好リリーフを続けた。結局この年は45試合に登板し4勝1敗、防御率2.06の成績を残した。8月17日に国内FA権を取得したが、10月2日にFA権を行使せず、球団に残留することが決まった。
2016年、一軍公式戦への登板が6試合にとどまったことから、10月2日に球団から戦力外通告を受けた。12月2日付で、NPBから自由契約選手として公示。

### DeNA退団後
NPB他球団での現役続行を希望し、2016年11月12日には、阪神甲子園球場で開催の12球団合同トライアウトに参加。シートバッティング形式で対戦した打者3人をすべて凡退させるとともに、空振りで1つの三振を奪った。しかし、NPB他球団への移籍には至らなかった。

### BCリーグ・新潟時代
2017年3月1日に、BCリーグの新潟アルビレックスBCへ入団することが発表された。リーグ戦には24試合の登板で、1勝1敗1セーブ、防御率5.06を記録。シーズン終了後の11月1日に、球団を通じて現役引退を発表した。引退に際しては、「15年間ピッチャーとしてマウンドに立てるとは思わなかった。最後に（新潟の本拠地である）ハードオフエコスタジアムのマウンドに立てたのは幸せ」とのコメントを寄せている。

### 現役引退後
2018年からは西武OBとしてフジテレビTWOの野球解説者に就任。解説者活動を続けながら、2019年1月からは西武のライオンズアカデミーコーチにも就任した。
2021年シーズンはBCリーグの埼玉武蔵ヒートベアーズに派遣され、投手コーチを務める。2022年シーズンからは、埼玉西武ライオンズのファーム投手コーチを務める。2024年10月10日にコーチ契約が終了すると発表された。

## 選手としての特徴
平均球速約142km/h（2012年）、最速149km/hのストレートにスライダーとカットボール、カーブ、フォーク、シュートを投げ分ける。迷った際に開き直って“ど真ん中”ストレートを投げ込むスタイルを持ち、後輩投手の手本となっている。

## 人物
コーヒー愛好家で、試合のある日の朝は必ず1杯は飲むとのこと。

## 詳細情報

### 年度別投手成績
| 年 度      | 球 団      | 登 板 | 先 発 | 完 投 | 完 封 | 無 四 球 | 勝 利 | 敗 戦 | セ 丨 ブ | ホ 丨 ル ド | 勝 率 | 打 者 | 投 球 回 | 被 安 打 | 被 本 塁 打 | 与 四 球 | 敬 遠 | 与 死 球 | 奪 三 振 | 暴 投 | ボ 丨 ク | 失 点 | 自 責 点 | 防 御 率 | W H I P |
| ---------- | ---------- | ----- | ----- | ----- | ----- | -------- | ----- | ----- | -------- | ----------- | ----- | ----- | -------- | -------- | ----------- | -------- | ----- | -------- | -------- | ----- | -------- | ----- | -------- | -------- | ------- |
| 2003       | 西武       | 46    | 4     | 0     | 0     | 0        | 5     | 7     | 0        | --          | .417  | 315   | 68.1     | 73       | 12          | 39       | 1     | 2        | 46       | 3     | 0        | 52    | 46       | 6.06     | 1.64    |
| 2004       | 西武       | 34    | 0     | 0     | 0     | 0        | 2     | 3     | 0        | --          | .400  | 188   | 45.1     | 35       | 2           | 20       | 1     | 1        | 37       | 2     | 1        | 17    | 16       | 3.18     | 1.21    |
| 2005       | 西武       | 9     | 0     | 0     | 0     | 0        | 0     | 0     | 0        | 2           | ----  | 71    | 14.2     | 18       | 6           | 11       | 0     | 0        | 11       | 1     | 0        | 15    | 15       | 9.20     | 1.98    |
| 2006       | 西武       | 4     | 0     | 0     | 0     | 0        | 0     | 0     | 0        | 1           | ----  | 17    | 3.1      | 6        | 3           | 0        | 0     | 1        | 3        | 0     | 0        | 4     | 4        | 10.80    | 1.80    |
| 2007       | 西武       | 22    | 0     | 0     | 0     | 0        | 0     | 2     | 0        | 5           | .000  | 103   | 24.1     | 22       | 1           | 5        | 0     | 3        | 15       | 1     | 0        | 10    | 9        | 3.33     | 1.11    |
| 2008       | 西武       | 1     | 0     | 0     | 0     | 0        | 0     | 0     | 0        | 0           | ----  | 5     | 1.1      | 1        | 0           | 0        | 0     | 0        | 1        | 0     | 0        | 0     | 0        | 0.00     | 0.75    |
| 2009       | 西武       | 4     | 0     | 0     | 0     | 0        | 0     | 0     | 0        | 0           | ----  | 26    | 4.1      | 10       | 1           | 2        | 0     | 1        | 4        | 0     | 0        | 6     | 6        | 12.46    | 2.77    |
| 2010       | 西武       | 56    | 0     | 0     | 0     | 0        | 5     | 3     | 0        | 17          | .625  | 275   | 65.1     | 55       | 4           | 24       | 1     | 4        | 61       | 1     | 0        | 27    | 24       | 3.31     | 1.21    |
| 2011       | 西武       | 17    | 0     | 0     | 0     | 0        | 0     | 1     | 0        | 0           | .000  | 80    | 15.2     | 23       | 1           | 8        | 1     | 2        | 16       | 0     | 1        | 7     | 7        | 4.02     | 1.99    |
| 2012       | 西武       | 53    | 0     | 0     | 0     | 0        | 2     | 1     | 1        | 26          | .667  | 181   | 46.1     | 28       | 5           | 11       | 2     | 2        | 26       | 0     | 0        | 16    | 13       | 2.53     | 0.84    |
| 2013       | 西武       | 16    | 0     | 0     | 0     | 0        | 0     | 2     | 0        | 3           | .000  | 69    | 15.1     | 17       | 1           | 4        | 0     | 1        | 12       | 1     | 0        | 9     | 9        | 5.28     | 1.37    |
| 2013       | DeNA       | 24    | 0     | 0     | 0     | 0        | 2     | 0     | 0        | 5           | 1.000 | 106   | 25.2     | 19       | 5           | 11       | 0     | 0        | 23       | 0     | 0        | 11    | 11       | 3.86     | 1.17    |
| '13計      | DeNA       | 40    | 0     | 0     | 0     | 0        | 2     | 2     | 0        | 8           | .500  | 175   | 41.0     | 36       | 6           | 15       | 0     | 1        | 35       | 1     | 0        | 20    | 20       | 4.39     | 1.24    |
| 2014       | DeNA       | 52    | 0     | 0     | 0     | 0        | 5     | 5     | 1        | 16          | .500  | 205   | 46.2     | 47       | 3           | 19       | 1     | 1        | 34       | 3     | 0        | 25    | 20       | 3.86     | 1.41    |
| 2015       | DeNA       | 45    | 0     | 0     | 0     | 0        | 4     | 1     | 0        | 10          | .800  | 167   | 39.1     | 36       | 1           | 19       | 2     | 0        | 18       | 4     | 0        | 13    | 9        | 2.06     | 1.40    |
| 2016       | DeNA       | 6     | 0     | 0     | 0     | 0        | 0     | 0     | 0        | 0           | ----  | 24    | 4        | 8        | 0           | 3        | 0     | 1        | 3        | 0     | 0        | 4     | 4        | 9.00     | 2.75    |
| 通算：14年 | 通算：14年 | 389   | 4     | 0     | 0     | 0        | 25    | 25    | 2        | 85          | .500  | 1832  | 420.0    | 398      | 45          | 176      | 9     | 19       | 310      | 16    | 2        | 216   | 193      | 4.14     | 1.37    |

### 記録
初記録
- 初登板：2003年3月28日、対日本ハムファイターズ1回戦（西武ドーム）、9回表に3番手として救援登板・完了、1回無失点
- 初奪三振：同上、9回表にエンジェル・エチェバリアから
- 初先発登板：2003年4月9日、対福岡ダイエーホークス2回戦（北九州市民球場）、5回2/3を7失点で敗戦投手
- 初勝利：2003年4月27日、対千葉ロッテマリーンズ5回戦（千葉マリンスタジアム）、4回裏一死に2番手として救援登板、1回2/3無失点
- 初ホールド：2005年5月14日、対読売ジャイアンツ2回戦（インボイスSEIBUドーム）、7回表二死に3番手として救援登板、1回1/3無失点
- 初セーブ：2012年6月16日、対広島東洋カープ3回戦（西武ドーム）、9回表一死に3番手として救援登板・完了、2/3回1失点

### 背番号
- 19（2003年 - 2007年）
- 34（2008年 - 2013年7月8日）
- 64（2013年7月9日 - 同年終了）
- 56（2014年 - 2016年）
- 11（2017年）
- 73（2021年）
- 90（2022年 - 2024年）